# Codice ATC L03
Il codice ATC L03 "Immunostimolanti" è un sottogruppo terapeutico del sistema di classificazione Anatomico Terapeutico e Chimico, un sistema di codici alfanumerici sviluppato dall'OMS per la classificazione dei farmaci e altri prodotti medici. Il sottogruppo L03 fa parte del gruppo anatomico L dei disturbi neoplastici e del sistema immunitario.
Codici per uso veterinario (codici ATCvet) possono essere creati ponendo la lettera Q di fronte al codice ATC umano: QL03 ...  I codici ATCvet senza corrispondente codice ATC umano sono riportati nella lista seguente con la Q iniziale.
Numeri nazionali della classificazione ATC possono includere codici aggiuntivi non presenti in questa lista, che segue la versione OMS.

## L03A Immunostimolanti

### L03AA Fattori di stimolazione delle colonie
L03AA02 Filgrastim
L03AA03 Molgramostim
L03AA09 Sargramostim
L03AA10 Lenograstim
L03AA12 Ancestim
L03AA13 Pegfilgrastim
L03AA14 Lipegfilgrastim
L03AA15 Balugrastim
QL03AA90 Pegbovigrastim

### L03AB Interferoni
L03AB01 Interferone alfa naturale
L03AB02 Interferone beta naturale
L03AB03 Interferone gamma
L03AB04 Interferone alfa-2a
L03AB05 Interferone alfa-2b
L03AB06 Interferone alfa-n1
L03AB07 Interferone beta-1a
L03AB08 Interferone beta-1b
L03AB09 Interferone alfacon-1
L03AB10 Peginterferone alfa-2b
L03AB11 Peginterferone alfa-2a
L03AB12 Albinterferoen alfa-2b
L03AB13 Peginterferone beta-1a
L03AB14 Cepeginterferone alfa-2b
L03AB60 Peginterferone alfa-2b, combinazioni
L03AB61 Peginterferone alfa-2a, combinazioni
QL03AB90 Interferone omega, di origine felina

### L03AC Interleuchine
L03AC01 Interleuchina 2
L03AC02 Interleuchina 11

### L03AX Altri immunostimolanti
L03AX01 Lentinan
L03AX02 Roquinimex
L03AX03 Bacillo di Calmette-Guérin
L03AX04 Pegademasi
L03AX05 Pidotimod
L03AX07 Poly I:C
L03AX08 Poly ICLC
L03AX09 Timopentina
L03AX10 Emocianina
L03AX11 Fattore di necrosi tumorale
L03AX12 Vaccino del melanoma
L03AX13 Glatiramer acetato
L03AX14 Istamina diidrocloridrato
L03AX15 Mifamurtide
L03AX16 Plerixafor
L03AX17 Sipuleucel-T
L03AX18 Cridanimod
L03AX19 Dasiprotimut-T
QL03AX90 Virus del vaiolo del canarino ricombinante per l'Interleuchina 2 felina